# Fábio Jr.
Fábio Corrêa Ayrosa Galvão, conocido como Fábio Júnior (São Paulo, 21 de noviembre de 1953) es un cantante, compositor, multinstrumentista y actor brasileño.

## Biografía y carrera
En la década de 1960, junto a sus hermanos, formó un grupo que actuó en el programa Mini-Guarda de la Rede Bandeirantes, a la altura del Jovem Guarda. El nombre del grupo fue Os Namorados, luego pasó a llamarse Bossa 4 y finalmente Arco-Íris. Incluso actuaron como estudiantes de primer año en el programa Chacrinha.
Aún en Rede Bandeirantes, a los 13 años, comenzó a hacer teleteatro junto a Cacilda Becker y en TV Cultura actuó en el episodio "Um pájaro en mi hombro", junto a Etty Frazer y Paulo Autran. En 1971, ya en carrera en solitario, graba canciones en inglés (con seudónimos como Uncle Jack y Mark Davis, este último teniendo un éxito, "Don't Let Me Cry", -No me dejes llorar-, 1973). Adoptó el seudónimo Fábio Júnior para no confundirse con el actor Flávio Galvão y comenzó a presentar el programa ¡Hallelluyah! en la extinta TV Tupi junto al cantante Sílvio Brito. La televisión fue un medio fundamental para la carrera de Fábio. Grabó su primer sencillo como Fábio Júnior en 1975 y en 1976 fue invitado a participar en la telenovela Despedida de Casado de Rede Globo, la cual terminó siendo censurada, pero el elenco fue utilizado para la telenovela Nina en 1977 en la misma emisora. En el episodio "Toma que o Filho é Teu" (Toma que el hijo es tuyo) de la serie Ciranda Cirandinha, en 1978, cantó su composición "Pai" (Padre) y Janete Clair eligió la canción como tema de apertura de su nueva trama, Pai Hérói (Padre Héroe). En 1979 actuó en la película Bye Bye Brasil, de Cacá Diegues.
Su primer LP se editó en 1979, pero Fábio Júnior no abandonó su carrera actoral, trabajando en las telenovelas Cabocla, en 1979, Água Viva, en 1980, O Amor É Nosso (El Amor Es Nuestro), en 1981 y Louco Amor (Loco Amor), en 1983, todo en Rede Globo. En 1983 grabó su primer especial de televisión (Never Leave Dream -Nunca dejes de soñar-) y comienza a dedicarse únicamente a la carrera de cantante, cuya tradición en las baladas románticas ya le había dado el calificativo de sucesor Roberto Carlos. En 1985, volvió a la televisión con la telenovela Roque Santeiro y pasó de Som Livre a la CBS. En la nueva compañía discográfica, comenzó a dedicarse a su carrera en español, que culminó en 1987, cuando ganó el premio Antorcha de Plata en el Festival chileno de Viña del Mar.
También en 1987, Fábio Júnior grabó la canción "Sem Limites pra Sonhar" (Sin Límites para Soñar) con la cantante galesa Bonnie Tyler para el sello CBS y vendió casi medio millón de copias, logrando un enorme éxito en Brasil y América Latina.

## Vida personal
Fábio se ha casado siete veces y tiene cinco hijos: Cleo, Krizia, Tainá, Fiuk y Záion. En 1976 se casa por primera vez con Tereza de Paiva Coutinho, quien no forma parte del mundo artístico. Con la actriz Glória Pires se casó por segunda vez, con quien tuvo una hija, la también actriz y cantante Cleo Pires. También es padre de Krizia, Tainá y Filipe Galvão (Fiuk), fruto de su matrimonio con Cristina Karthalian. Estuvo casado con la actriz Guilhermina Guinle de 1993 a 1998. En 2001, se casó con la actriz Patricia de Sabrit, pero la pareja se separó tres meses después. Se casó por sexta vez el 1 de septiembre de 2007 con la modelo Mari Alexandre. En 2009, nació el primer y único hijo de la pareja, Záion. Debido a una vasectomía realizada por Fábio, Mari recurrió a la fertilización in vitro para quedar embarazada. Se separaron en 2010. En noviembre de 2016 se casó con Fernanda Pascucci por séptima vez.

## Discografía
Álbumes de estudio
- 1975: Mark Davis
- 1976: Fábio Jr.
- 1979: Fábio Jr.
- 1981: Fábio Jr.
- 1982: Fábio Jr.
- 1984: Fábio Jr.
- 1985: Quando Gira o Mundo
- 1986: Sem Limites pra Sonhar (Sin Límites para Soñar) - 400 mil copias vendidas.[5]
- 1988: Vida
- 1989: Fábio Jr. Ao Vivo
- 1991: Intuição - Disco de   Oro
- 1992: Fábio Jr.
- 1993: Desejos
- 1994: Fábio Jr.- Disco de   Oro
- 1995: Fábio Jr. - Disco de   Platino
- 1996: Obrigado
- 1997: Só Você e Fábio Jr. Ao Vivo - Disco de  3× Plata
- 1998: Compromisso
- 1999: Contador de Estrelas - Disco de   Oro
- 2000: De Alma e Coração
- 2002: Fábio Jr. Acústico - Disco de   Oro
- 2003: Fábio Jr. Ao Vivo
- 2004: O Amor É Mais
- 2006: Minhas Canções - Disco de   Oro
- 2008: Fábio Jr. & Elas - Disco de   Oro
- 2009: Romântico
- 2011: Íntimo (30.000)
- 2012: Íntimo - Ao Vivo (50.000 CD/DVD)
- 2015:  Fábio Jr.

Compactos
- 1980: Fábio Jr.
- 1981: Fábio Jr.
- 1982: Fábio Jr.
- 1984: Fábio Jr.

Colecciones
- 1988: O melhor de Fábio Jr.
- 1991: Fábio Jr. Coleção de Sucessos
- 1993: Grandes Momentos Fábio Jr.
- 1996: Fábio Jr. com Amor
- 1997: O Melhor de Fábio Jr.
- 1997: Seus Maiores Sucessos
- 1998: Fábio Jr. Grandes Sucessos
- 1998: As Melhores
- 1999: Sem Limites Pra Sonhar
- 1999: O Essencial de Fábio Jr.
- 2000: Fábio Jr.
- 2000: 21 Super Sucessos
- 2001: 100 Anos de Música
- 2001: Grandes Sucessos
- 2004: Perfil
- 2005: Novelas
- 2005: Mais de 20 e Poucos Anos - Disco de   Oro
- 2006: Maxximum

DVD
- 1997: Fábio Jr. en vivo
- 1998: Compromiso
- 2003: Fábio Jr. en vivo
- 2007: Fábio Jr. Minhas Canções (Record especial)
- 2008: Fábio Jr. y Elas
- 2012: íntimo - live2

## Filmografía
Televisión
| Año  | Título                    | Personaje                  | Los grados          |
| ---- | ------------------------- | -------------------------- | ------------------- |
| 1977 | Nina                      | Ángel (Alvinho)            |                     |
| 1978 | Ciranda Cirandinha        | Helio                      |                     |
| 1979 | Mujer malu                | Jorginho                   |                     |
| 1979 | Cabocla                   | Luís Jerônimo Vieira Pires |                     |
| 1980 | Agua viva                 | Mezquita de Marcos         |                     |
| 1980 | Romeo y Julieta           | Romeo                      |                     |
| 1981 | El amor es nuestro        | Pedro                      |                     |
| 1982 | Piscis                    | Príncipe                   |                     |
| 1983 | Loco amor                 | Luis Carlos Becker         |                     |
| 1985 | Roque Santeiro            | Roberto Mathias            |                     |
| 1990 | Brasileños y brasileños   |                            |                     |
| 1992 | Piedra sobre piedra       | Jorge Thaddeus             |                     |
| 1993 | Tú decides                | Él mismo                   | Episodio: Lost Idol |
| 1996 | Antônio Alves, taxista    | Antonio Alves              |                     |
| 1998 | Cuerpo dorado             | Porra                      |                     |
| 1999 | No hay límites para soñar | Presentador                |                     |
| 2004 | El cronista               | Él mismo                   |                     |
| 2010 | Como hijo, como padre     | El padre de Felipe         |                     |
| 2014 | Super estrella            | Jurado                     |                     |

Cine
| Año  | Título                | Personaje |
| ---- | --------------------- | --------- |
| 1979 | Bye Bye Brasil        | Hierba    |
| 2015 | Cualquier gato Mutt 2 | Jorge     |
| 2017 | ¡En serio, mamá!      | Él mismo  |
| 2020 | La suegra perfecta    | Él mismo  |